# 錢德蘭·奈爾

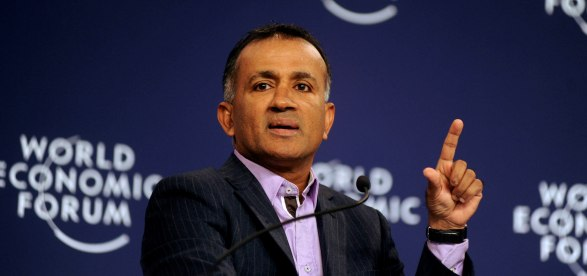
錢德蘭·奈爾在 2012 年达沃斯世界经济论坛上

錢德蘭·奈爾 (Chandran Nair)是一位马来西亚商人，也是总部设在香港的独立智庫全球未來研究所（Global Institute For Tomorrow, GIFT）的创始人 。他还是国际摄影比赛项目「其餘的一百人」的项目总监。  

## 背景
奈尔出生于马来西亚，在八个孩子中排行第七。他的父母是从印度来到马来西亚的移民，生活并不富裕，所有的孩子都住在一个房间里。他在英国学习化学工程，并在留那里工作了几年。在28歲時他参加南非的反种族隔离运动 。后来他在曼谷获得了环境工程硕士学位。

## 职业生涯
奈尔是世界经济论坛全球可持续发展议程委员会的成員，他認為包括世界经济论坛、亚太经合组织和经合组织在内的众多組織，都需要為当前经济模式进行彻底的改革，以及严格限制消费行為  。
奈尔曾担任环境资源管理(ERM) 主席，他于 2004 年 3 月离开。 
奈尔经常为各种媒体撰稿，包括金融时报、 卫报、 赫芬顿邮报 、纽约时报、和《南华早报》 。他是《消费经济学：亚洲在重塑资本主义和拯救地球中的作用》一书的作者，被全球主义者评为2011年十大书籍之一  。2018 年，他出版了《可持续发展：政府、经济和社会的未来》一书 。
2021年8月26日，奈尔在《时代》杂志上發佈了一篇专栏文章，指责妮可·基德曼在香港在拍摄名为《外籍之人》的電影時，利用他的「白人特权」避免被隔离。然而，他的说法很快被香港当局驳回。政府回应称豁免检疫是为了讓了方便执行指定专业工作的人，這是令香港经济正常运作的必要舉動 ，並称「白人特权」的说法不仅仅是混淆視線，而且是荒谬的 。